# Énergie éolienne au Kenya

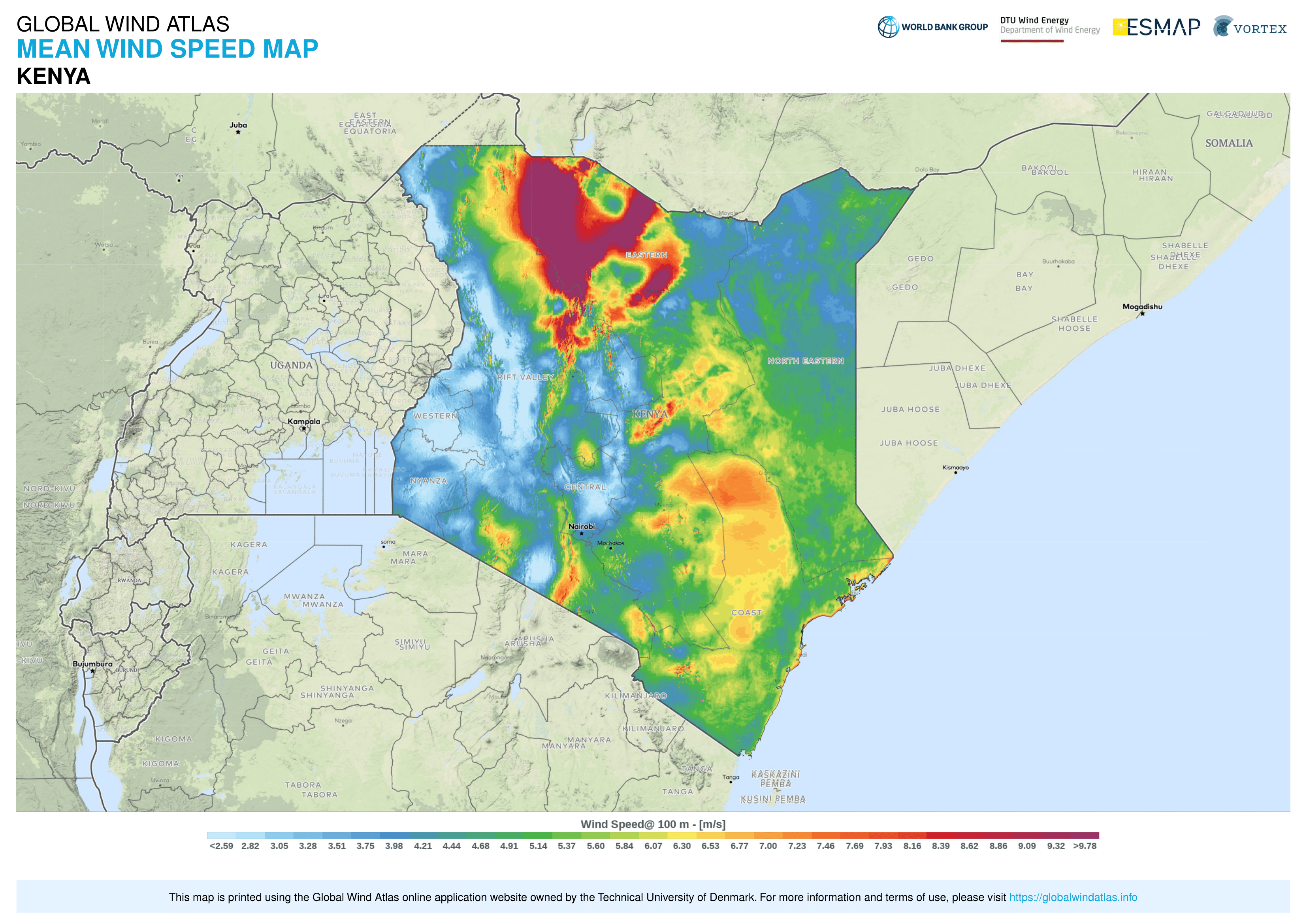
Vitesse moyenne du vent au Kenya.

L'énergie éolienne au Kenya fournit 15,8 % de l'énergie électrique du pays en 2023 et sa production a été multipliée par 33 en 6 ans. Le Kenya vise une puissance installée de 2 036 MW d'ici 2030, soit 9 % de la capacité du pays. Mais en 2024, sa puissance installée reste de 425 MW, après deux années sans mise en service.
Le Kenya possède trois parcs éoliens : le parc éolien du lac Turkana (310 MW, 365 turbines), le plus grand d'Afrique, le parc éolien de Kipeto (100 MW) et le parc éolien de Ngong Hills (25 MW).

## Production d'électricité éolienne
La production d'électricité éolienne au Kenya s'élevait à 2 008 GWh en 2023, soit 15,8 % de la production totale d'électricité du pays ; elle a été multipliée par 33 par rapport aux 61 GWh produits en 2017.
| Année | Production (GWh) | Accroissement | Part prod.élec. |
| 2014  | 17               |               | 0,2 %           |
| 2015  | 60               | +253 %        | 0,6 %           |
| 2016  | 56               | -7 %          | 0,5 %           |
| 2017  | 61               | +9 %          | 0,6 %           |
| 2018  | 374              | +513 %        | 3,3 %           |
| 2019  | 1 562            | +318 %        | 13,5 %          |
| 2020  | 1 331            | -15 %         | 11,4 %          |
| 2021  | 1 984            | +49 %         | 16,0 %          |
| 2022  | 2 143            | +8 %          | 16,6 %          |
| 2023  | 2 008            | -6 %          | 15,8 %          |

## Puissance installée
En 2024, aucune mise en service n'a été réalisée. La puissance installée des parcs éoliens du Kenya reste donc de 425 MW, soit 3,4 % du total de l'Afrique, loin derrière l'Afrique du Sud (3 511 MW), l'Égypte (2 855 MW) et le Maroc (2 368 MW).
La puissance installée des parcs éoliens du Kenya atteint 425 MW en 2023, sans changement par rapport à 2022. Le parc du lac Turkana (310 MW) produit à lui seul près de 13 % de l'électricité du pays. L'entreprise publique KenGen annonce un projet de parc d'1 GW dans le comté de Marsabit, avec une puissance initiale de 200 MW, près du lac Turkana, avec le même facteur de capacité élevé. Des producteurs indépendants prévoient d'ajouter 150 MW d'ici 2027, et des extensions sont projetées sur les parcs de Kipeto et du lac Turkana. Ces projets sont cependant dépendants de renforcements du réseau électrique.
En 2019, la puissance installée des parcs éoliens du Kenya atteignait 338 MW, sans changement par rapport à 2018, et 350 MW supplémentaires étaient prévus d'ici 2024. Le gouvernement s'est fixé l'objectif d'un mix électrique 100 % renouvelable (géothermie, hydroélectricité, éolien et solaire) en 2020, et vise une puissance installée renouvelable de 23 GW en 2030. Mais il prévoit simultanément la mise en service de deux centrales au charbon en 2024 et 2034 ; la Banque africaine de développement a retiré son financement pour la première en 2019. Le chantier du parc éolien du lac Turkana a souffert de retards à cause de conflits au sujet de la propriété des terrains, puis à cause de retards dans le raccordement au réseau. Plus d'1 GW de parcs éoliens ont été autorisés sous le régime des tarifs garantis d'injection au réseau, mais Kenya Power cherche à renégocier ces tarifs.
Le Kenya vise une puissance installée de 2 036 MW d'ici 2030, soit 9 % de la capacité du pays.

## Projets notables

### Parc éolien du lac Turkana

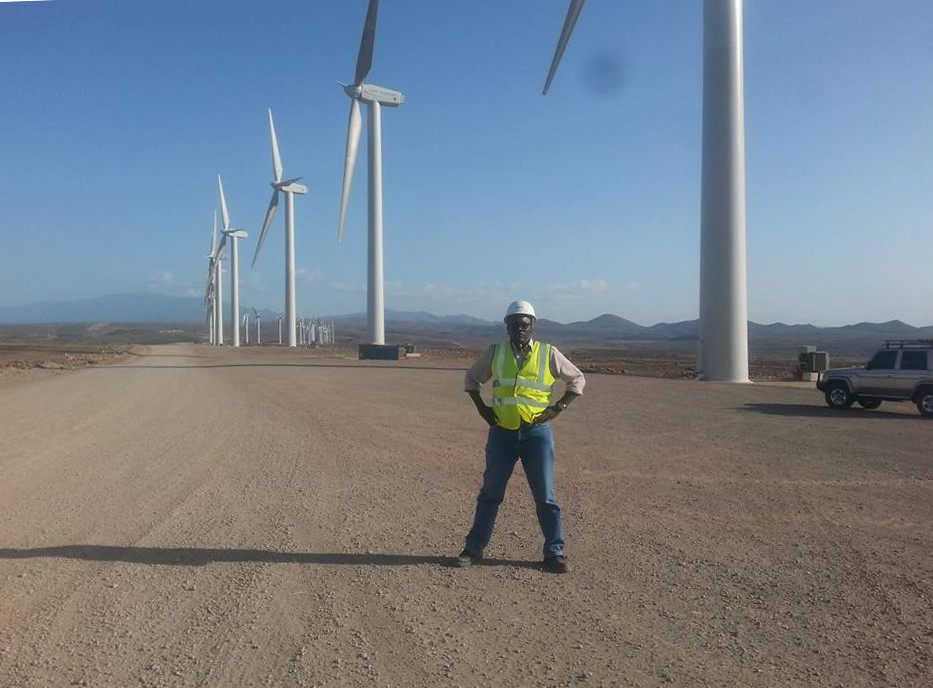
Parc éolien du lac Turkana, 2016.

La construction du parc éolien du lac Turkana (310 MW, 365 turbines), le plus grand du Kenya et de l'Afrique, dans le comté de Marsabit, s'est achevée en mars 2017, mais il n'a pas pu être mis en service avant septembre 2018, car Kenya Electricity Transmission Company (Ketraco) n'avait pas achevé la construction de la ligne Loiyangalani-Suswa et a dû payer, de ce fait, une pénalité de 52,5 millions de dollars,. Avec un coût prévu de 70 milliards de KES (800 millions de dollars américains), il s'agirait du plus important investissement privé de l'histoire du Kenya. Ce parc éolien permettrait au Kenya de fermer des centrales thermiques, économisant ainsi 15,6 milliards de KES (180 millions de dollars) par an sur le carburant importé. Le projet stimulerait l'économie kenyane en apportant, pendant la durée du projet, 3 milliards KES (35 millions $ US) par an en recettes fiscales, soit un total de 58,6 milliards KES (673 millions $ US). Le parc couvre 15 % des besoins électriques du pays.

### Installations éoliennes au Kenya

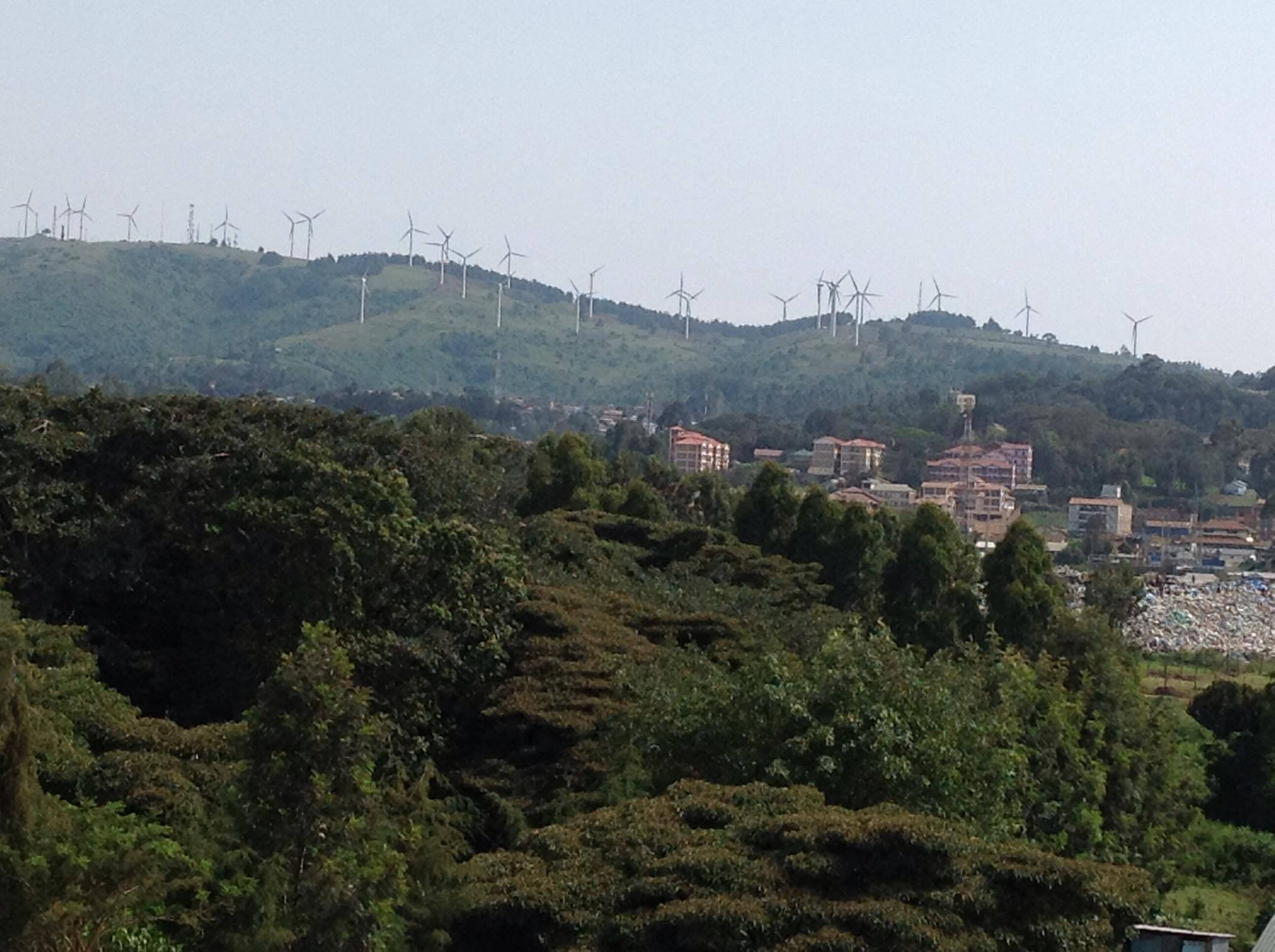
Parc éolien de Ngong Hills, à 35 km au sud-ouest de Nairobi.

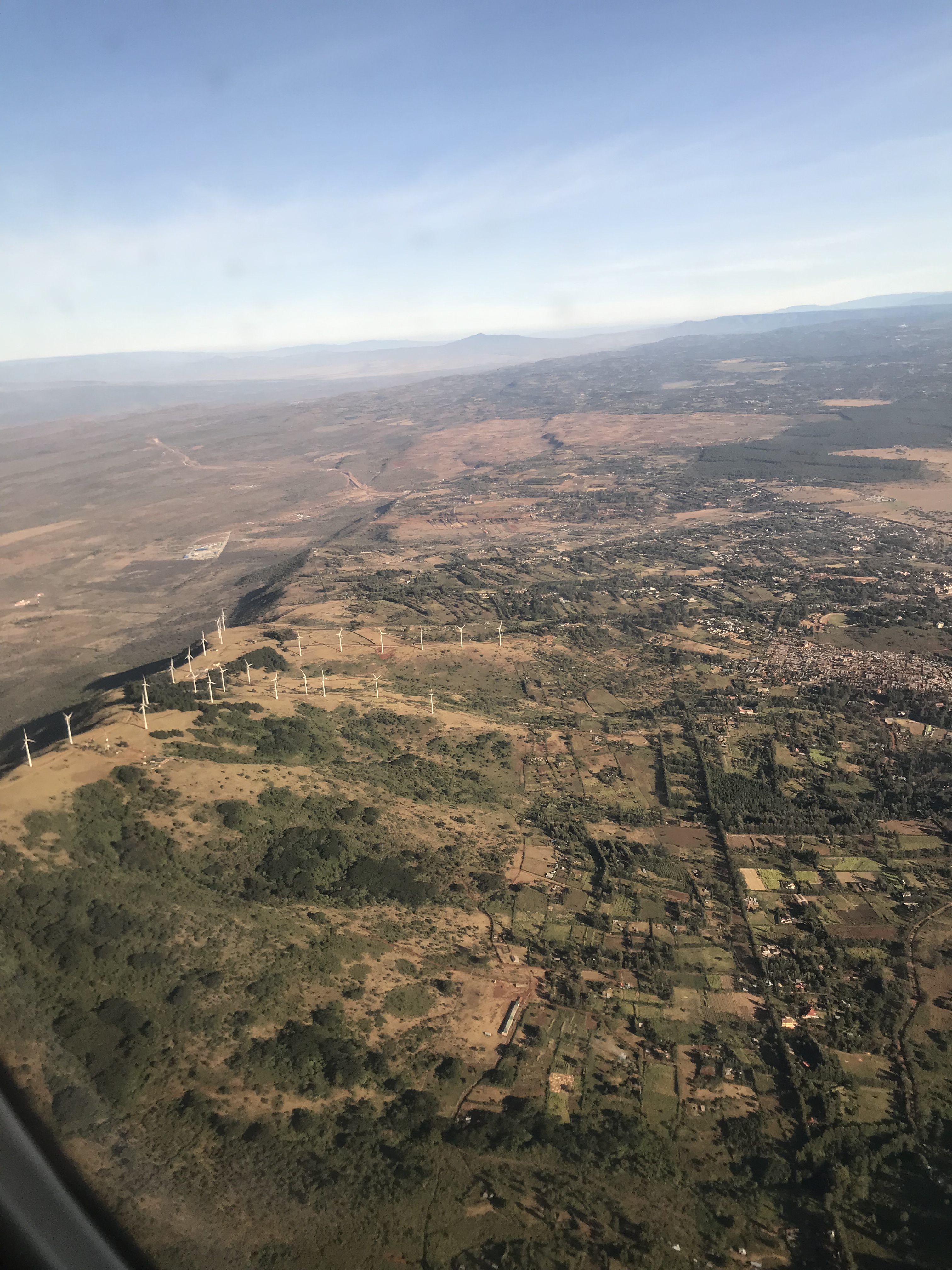
Parc éolien de Ngong Hills, 2018.

Le parc éolien de Ngong Hills, construit en plusieurs étapes de 1993 à 2015, situé à Ngong, dans le comté de Kajiado, à 35 km au sud-ouest de Nairobi, a une puissance installée de 25,5 MW ; c'est le premier parc éolien construit en Afrique de l'est,. Il appartient à la Kenya Electricity Generating Company (KenGen) et a coûté 1,6 milliard KES (18 millions USD).
La première phase (100 MW) du projet de parc de Meru (400 MW), dans le comté de Meru, devait initialement être achevée en décembre 2017, mais a été retardée par des conflits fonciers. Ce projet hybride de 80 MW combinera 20 turbines éoliennes avec 40 000 panneaux solaires.
Le projet de parc de Kinangop (60,8 MW), dans le comté de Nyandarua a été abandonné en février 2016. La Cour Suprême kényane a suspendu les travaux de construction en mars 2015 sur  requête d'un groupe de résidents de Kinangop qui estiment que la construction de cette centrale empiète sur leurs propriétés ; la répression des manifestations contre le projet avait causé un mort, quatre blessés et cinq arrestations le 24 février 2015.
Le projet de parc de Lamu (90 MW), près de Mpeketoni dans le comté de Lamu, approuvé par le gouvernement en 2009, a pris plusieurs années de retard du fait de contestations entre concurrents. En 2021, l'assemblée du comté de Lamu invalide le projet pour non-respect présumé de certaines conditions requises.
Le projet de parc de Kipeto (100 MW) dans le comté de Kajiado a franchi en décembre 2018 l'étape de son financement. Le parc a été mis en service le 5 juillet 2021. Il est situé à 30 km de Nairobi et composé de 60 turbines General Electric
| Parcs opérationnels        |                |                 |
| Nom                        | Puissance (MW) | Mise en service |
| -------------------------- | -------------- | --------------- |
| Parc éolien du lac Turkana | 310            | 21 juillet 2019 |
| Parc éolien de Kipeto      | 100            | 5 juillet 2021  |
| Parc éolien de Ngong Hills | 25             | 2013-2016.      |

| Projets             |                |                                      |
| Nom                 | Puissance (MW) | Statut                               |
| ------------------- | -------------- | ------------------------------------ |
| Parc éolien de Meru | 80             | en construction.                     |
| Kinangop            | 60,9           | Abandonné en février 2016            |
| Parc éolien de Lamu | 90             | Approuvé par le gouvernement en 2009 |